# Вошерия
Воше́рия (лат. Vaucheria) — род жёлто-зелёных водорослей. Около 40 видов, обитающих на почве, в пресных и морских водах.
Названа Огюстеном Пирамом Декандолем в честь швейцарского ботаника Жана Пьера Этьена Воше, который сам описал её под именем Ectosperma. 
Вошерия состоит из длинных и тонких трубчатых нитей, простых или ветвистых, наполненных ко времени зрелости зелёным (хлорофиллоносным) содержимым и составляющим во всей совокупности только одну клетку со многими ядрами. Размножается Вошерия двояко: бесполым или репродуктивным способом — посредством зоогонидий, образующихся на концах нитей и прорастающих, по отпадении от нити, в новое растение, и половым способом при посредстве неподвижной (женской) яйцеклетки или «оогония» и неподвижной же мужской клетки «спермогония», выпускающего много подвижных живчиков, оплодотворяющих оогонии.

## Виды
- Vaucheria acranda
- Vaucheria adela
- Vaucheria arcassonensis
- Vaucheria aversa
- Vaucheria bermudensis
- Vaucheria borealis
- Vaucheria compacta
- Vaucheria coronata
- Vaucheria dillwynii
- Vaucheria disperma
- Vaucheria erythrospora
- Vaucheria fontinalis
- Vaucheria geminata
- Vaucheria hamata
- Vaucheria litorea
- Vaucheria longicaulis
- Vaucheria longipes
- Vaucheria minuta
- Vaucheria nasuta
- Vaucheria nicholsii
- Vaucheria ornithocephala
- Vaucheria orthocarpa
- Vaucheria pachyderma
- Vaucheria piloboloides
- Vaucheria racemosa
- Vaucheria sesscuplicaria
- Vaucheria sessilis
- Vaucheria sphaerospora
- Vaucheria terrestris
- Vaucheria thuretii
- Vaucheria uncinata